# Улица Демьяна Бедного (Санкт-Петербург)
Улица Демья́на Бе́дного  — улица в Калининском районе Санкт-Петербурга. Проходит от проспекта Луначарского до Суздальского проспекта. Параллельна улице Ольги Форш и проспекту Культуры. Протяжённость — 1995 м.

## История
Название присвоено улице 2 октября 1970 года в память о русском советском поэте Демьяне Бедном.

## Здания и сооружения
Нечётная сторона:
- д. 3 — офисный центр
- д. 7 — ОАО «Ленгаз Эксплуатация», управление № 3 (МРЭУ № 3 ГГХ «Ленгаз»)
- д. 21 — ГОУ Профессиональный лицей Метростроя
- д. 31/А — КАС № 12 Калининского района

Чётная сторона:
- д. 4/2 — Детский сад № 619
- д. 6/2 — ГОУСОШ Школа № 692 Калининского района
- д. 10/5 — ГДОУ Детский сад № 82 Калининского района
- д. 12/2 — ГОУСОШ Школа № 172 Калининского района
- д. 16/3 — ГДОУ Детский сад № 51 Калининского района
- д. 18/1 — ГДОУ АТС ОАО «Северо-Западный Телеком» (СЗТ)
- д. 18/3 — ГУЗ Поликлиника городская детская № 29
- д. 22/1 — Многоквартирный жилой дом серии 1ЛГ-600А, в котором проживает Заслуженный учитель Российской Федерации, известный для района педагог – Галина Анатольевна Харина
- д. 22/4 — ГДОУ Детский сад № 55 Калининского района
- д. 22/5 — ГОУСОШ Школа № 81 Калининского района
- д. 26/1 — Отделение почтовой связи № 276 Калининского района
- д. 30/3 — ГДОУ Детский сад № 85 Калининского района
- д. 30/7 — ГДОУ Детский сад № 59 Калининского района
- д. 34/1 — ООО «Жилкомсервис № 1» Калининского района, специальное ремонтно-наладочное управление № 36

## Транспорт
- Станция метро: «Гражданский Проспект» (1965 м)
- Автобусы: № 69, 93, 193, 199, 208, 240[2][3]
- Вокзалы, ж/д платформы: «Парнас» (2130 м)

## Пересекает следующие улицы
С юга на север:
- проспект Луначарского
- Учительская улица
- улица Натальи Грудининой
- проспект Просвещения
- Тимуровская улица
- Суздальский проспект